# رياض السراي
رياض السراي (1975 - 7 سبتمبر 2010) صحفي ومقدم برامج تلفزيونية ومحامٍ وسياسي عراقي. عمل في قناة العراقية الوطنية من عام 2005 حتى وفاته. قُتل في إطلاق نار من سيارة مارة نفذه مسلحون مجهولون. وقد أدان اغتياله كلٌ من منظمة مراسلون بلا حدود والسفارة البريطانية في بغداد، وغيرهما.

## الحياة المهنية
انضم السراي إلى شبكة العراقية الوطنية في عام 2005 وكان مقدمًا للعديد من البرامج الدينية والسياسية. وقد أشيد به لمحاولته الحد من الانقسامات الطائفية في المجتمع العراقي من خلال
برامجه. لم يُعتبر صحفيًا مثيرًا للجدل، على الرغم من تناوله للمسائل السياسية على الهواء. بالإضافة إلى عمله التلفزيوني، جلس السراي في المجلس المحلي في حي الشعلة الشيعي في شمال غرب بغداد وشغل منصب رئيس بلديتها ذات مرة. كان رياض محاميًا مدربًا ومتزوجًا ولديه ثلاثة أطفال صغار.

## اغتياله
رياض السراي (العراق) في 7 سبتمبر 2010، أُطلق النار على السراي أثناء توجهه إلى العمل من منزله في الحارثية ببغداد إلى كربلاء في الجنوب. وقع الهجوم في منطقة المنصور غرب بغداد في الساعة 6 صباحًا بالتوقيت المحلي (3 صباحًا بتوقيت جرينتش) ونفذته مجموعة من المسلحين الذين مروا بسيارة مسرعة. يُعتقد أنه اُستُخدِم كاتم صوت أثناء الهجوم حيث لم تسمع شرطة المرور القريبة أي طلقات نارية قبل أن تشهد سيارة رياض تخرج عن الطريق وتتحطم.
أصبح رياض الصحفي الخامس عشر من قناة العراقية الذي يُقتل منذ سقوط نظام صدام حسين، وهو أعلى عدد وفيات فردي في أي مؤسسة إعلامية. ووصفت منظمة مراسلون بلا حدود (RWB) مقتله بأنه "جريمة قتل مستهدفة"، ودعت المنظمة السلطات إلى التحقيق في المهاجمين واعتقالهم ومعاقبتهم. أدانت لجنة حماية الصحفيين والسفارة البريطانية مقتل السراي، حيث صرحت الأخيرة بأن "الصحافة الحرة والشجاعة عنصر أساسي من عناصر الديمقراطية. نحن ندعم الصحفيين في العراق ونؤكد لهم دعمنا المستمر في مواجهة العنف والترهيب". كما تحدثت المديرة العامة لمنظمة الأمم المتحدة للتربية والعلم والثقافة (اليونسكو)، إيرينا بوكوفا، ضد مقتل السراي قائلة إن "مثل هذه الهجمات على الصحفيين هي هجمات على الحق الأساسي في حرية التعبير".
جاء مقتل رياض في نفس اليوم الذي أعلنت فيه منظمة مراسلون بلا حدود أن حرب العراق أصبحت الأكثر دموية للصحفيين منذ الحرب العالمية الثانية حيث قُتل 230 صحفيًا. بالإضافة إلى ذلك، دعت منظمة مراسلون بلا حدود إلى "إجراء تحقيق مناسب قادر على تحديد هوية مرتكبي هذه الجريمة والمحرضين عليها واعتقالهم وتقديمهم للعدالة ... سيكون من المؤسف أن تمر هذه الجريمة دون عقاب، وهو ما حدث للأسف في 99 في المائة من الصحفيين والعاملين في وسائل الإعلام [الذين قُتلوا] منذ الغزو الذي قادته الولايات المتحدة في عام 2003". دُفن السراي في مدينة النجف في 7 سبتمبر وأُقيمت مراسم حداد لاحقًا في مكتب المحافظ المحلي.